# Ponga
Ponga är en kommun i den autonoma regionen Asturien i nordvästra Spanien. Kommunen har 576 invånare (2024), på en yta av 206,36 km². Kommunens huvudort är San Juan de Beleño (asturiska: San Xuan de Beleño) med 110 invånare (2023).